# Giovanni Fusco
Giovanni Fusco (Sant'Agata de' Goti, 10 ottobre 1906 – Roma, 1º giugno 1968) è stato un pianista, compositore e direttore d'orchestra italiano, fra i primi compositori di colonne sonore cinematografiche.

## Biografia
Giovanni Fusco, nato in provincia di Benevento nel 1906 da Carlo e da Teresa Folena. Ancora bambino si trasferisce a Roma per studiare musica assieme a suo fratello maggiore Tarcisio, uno dei primi musicisti a dedicarsi ai rapporti tra la musica ed il cinema dirigendo orchestre durante la proiezione dei film muti.
A soli nove anni, seguendo l'esempio di suo fratello, accompagnava come pianista la proiezione dei film muti in alcune sale della capitale, guadagnando dieci lire a sera. Questa sua prima attività sarà determinante nella sua formazione di compositore di musica per film.
Iscrittosi al Conservatorio di Santa Cecilia, studiò pianoforte con P. Boccaccini e Alfredo Casella, organo con Fernando Germani, composizione con R. Storti e Alfredo Casella e direzione d'orchestra con Bernardino Molinari, conseguendo il diploma di pianoforte. Nel 1931 si diplomò in composizione al Conservatorio di Pesaro e nel 1942 nuovamente a Roma in direzione d'orchestra.
Esordì come autore di colonne sonore nel ventennio fascista firmando film come: Joe il rosso e Il cammino degli eroi (1936) di Corrado D'Errico, Contessa di Parma (1937) di Alessandro Blasetti, Il dottor Antonio (1937) di Enrico Guazzoni, Pazza di gioia (1940) di Carlo Ludovico Bragaglia. Per molti film stranieri riarrangiò o riscrisse completamente le partiture dei commenti sonori.
Insieme a sua moglie Adriana, fu uno dei promotori, della Messa degli Artisti diretta da Mons. Ennio Francia a Roma. Fusco aveva infatti conosciuto sia Ennio Francia che Goffredo Petrassi da ragazzo quando erano insieme tra i cantori di San Salvatore in Lauro. Dopo la sua morte, la moglie Adriana continuò ad essere una infaticabile animatrice della Messa degli Artisti di piazza del Popolo a Roma.
Nel dopoguerra fu determinante l'incontro con Antonioni, avvenuto nel 1948 in occasione della scrittura della colonna sonora del documentario N.U. (Nettezza Urbana).

## La collaborazione con Michelangelo Antonioni
Disponibile alla sperimentazione e alla ricerca, fu particolarmente attento alle giovani leve della regia cinematografica, firmando il commento musicale di molte pellicole dirette dai registi emergenti nel panorama cinematografico italiano. Un esempio per tutti è quello di Michelangelo Antonioni con il quale collaborò fin dai primi documentari per poi arrivare ai lungometraggi Cronaca di un amore (1950) (Nastro d'argento per la miglior musica nel 1951), I vinti (1953), La signora senza camelie (1953), Le amiche (1955), Il grido (1957), L'avventura (1959) (Nastro d'argento per la miglior musica nel 1960), L'eclisse (1962), Deserto rosso (1964).
Non mancarono tuttavia le collaborazioni con altri giovani registi, quali Mauro Bolognini, i fratelli Paolo e Vittorio Taviani, Francesco Maselli per il quale firmò la colonna sonora de I delfini che, nell'interpretazione dell'esordiente Nico Fidenco, si rivelò un enorme successo discografico.
Fusco morì improvvisamente nel giugno 1968. Compositore eclettico e versatile, seppe integrarsi con le esigenze espressive dei registi, cercando di rispettare le loro convinzioni artistiche e personali.

## I figli di Giovanni e Adriana Fusco
La figlia, Cecilia Fusco, è stata una cantante lirica, un soprano.
Il figlio di Giovanni Fusco, Enrico detto "Kiko" (morto il 1º maggio 2015), era anche lui musicista: negli anni sessanta è stato tastierista del gruppo beat Le Pecore Nere, mentre nel decennio successivo è stato uno dei componenti del gruppo vocale fondato da Edoardo De Angelis, la Schola Cantorum.

## Filmografia
- Il cammino degli eroi, regia di Corrado D'Errico (1936)
- Joe il rosso, regia di Raffaello Matarazzo (1936)
- Contessa di Parma, regia di Alessandro Blasetti (1937)
- Questi ragazzi, regia di Mario Mattoli (1937)
- Il dottor Antonio, regia di Enrico Guazzoni (1937)
- Miseria e nobiltà, regia di Corrado D'Errico (1940)
- Non me lo dire!, regia di Mario Mattoli (1940)
- Il pirata sono io!, regia di Mario Mattoli (1940)
- Pazza di gioia, regia di Carlo Ludovico Bragaglia (1940)
- Il peccato di Rogelia Sanchez, regia (vers. ital.) di Carlo Borghesio (1940)
- Due cuori sotto sequestro, regia di Carlo Ludovico Bragaglia (1941)
- L'uomo venuto dal mare, regia di Belisario Randone (1942)
- Dente per dente, regia di Marco Elter (1943)
- Due cuori, regia di Carlo Borghesio (1943)
- Il sole di Montecassino, regia di Giuseppe Maria Scotese (1945)
- Turbine d'amore  (Martin Roumagnac), regia di Georges Lacombe (1946)
- Le modelle di via Margutta, regia di Giuseppe Maria Scotese (1946)
- Uno tra la folla, regia di Ennio Cerlesi (1946)
- Umanità, regia di Jack Salvatori (1946)
- N. U. - Nettezza urbana (documentario), regia di Michelangelo Antonioni (1948)
- Follie per l'opera, regia di Mario Costa (1949)
- Ti ritroverò, regia di Giacomo Gentilomo (1949)
- L'amorosa menzogna, regia di Michelangelo Antonioni (1949)
- Gente così, regia di Fernando Cerchio (1949)
- La mano della morta , regia di Carlo Campogalliani (1949)
- Sette canne, un vestito (documentario), regia di Michelangelo Antonioni (1949)
- Cronaca di un amore, regia di Michelangelo Antonioni (1950)
- La villa dei mostri (1950)
- Ha fatto 13, regia di Carlo Manzoni (1951)
- La leggenda di Genoveffa, regia di Arthur Maria Rabenalt (1951)
- Eran trecento... (La spigolatrice di Sapri), regia di Gian Paolo Callegari (1952)
- Il mercante di Venezia (Le marchand de Venice), regia di Pierre Billon (1953)
- La signora senza camelie, regia di Michelangelo Antonioni (1953)
- I vinti, regia di Michelangelo Antonioni (1953)
- Traviata '53, regia di Vittorio Cottafavi (1953)
- I misteri della jungla nera, regia di Gian Paolo Callegari (1953)
- L'orfana del ghetto, regia di Carlo Campogalliani (1954)
- Avanzi di galera, regia di Vittorio Cottafavi (1954)
- La vendetta dei Tughs, regia di Gian Paolo Callegari e Ralph Murphy (1954)
- I quattro del getto tonante, regia di Fernando Cerchio (1955)
- Yalis, la vergine del Roncador, regia di Francesco De Robertis (1955)
- Gli sbandati, regia di Francesco Maselli (1955)
- Le amiche, regia di Michelangelo Antonioni (1955)
- La trovatella di Milano, regia di Giorgio Capitani (1956)
- I misteri di Parigi, regia di Fernando Cerchio (1957)
- Il grido, regia di Michelangelo Antonioni (1957)
- L'angelo delle Alpi, regia di Carlo Campogalliani (1957)
- Vecchio cinema.... che passione (documentario), regia di Aldo Crudo (1957)
- Afrodite, dea dell'amore, regia di Mario Bonnard (1958)
- Avventura nell'arcipelago, regia di Dino Bartolo Partesano (1958)
- Hiroshima mon amour, regia di Alain Resnais (1959)
- La donna dei faraoni, regia di Viktor Turžanskij (1960)
- I delfini, regia di Citto Maselli (1960)
- L'avventura, regia di Michelangelo Antonioni (1960)
- I cosacchi, regia di Giorgio Rivalta (Giorgio Venturini) e Viktor Turžanskij (1960)
- Il rossetto, regia di Damiano Damiani (1960)
- Un eroe del nostro tempo, regia di Sergio Capogna (1960)
- Il sepolcro dei re, regia di Fernando Cerchio (1960)
- La guerra di Troia, regia di Giorgio Ferroni (1961)
- L'oro di Roma, regia di Carlo Lizzani (1961)
- Milano nera, regia di Gian Rocco e Pino Serpi (1961)
- L'eclisse, regia di Michelangelo Antonioni (1962)
- Sensi inquieti (Climats), regia di Stellio Lorenzi (1962)
- Col ferro e col fuoco, regia di Fernando Cerchio (1962)
- La leggenda di Enea, regia di Giorgio Rivalta (1962)
- Il mare, regia di Giuseppe Patroni Griffi (1962)
- La monaca di Monza, regia di Carmine Gallone (1962)
- Lo sceicco rosso, regia di Fernando Cerchio (1962)
- Rocambole, regia di Bernard Borderie (1963)
- Sandokan, la tigre di Mompracem, regia di Umberto Lenzi (1963)
- Dulcinea incantesimo d'amore (Dulcinea), regia di Vicente Escrivá (1963)
- La corruzione, regia di Mauro Bolognini (1963)
- I fuorilegge del matrimonio, regia di Valentino Orsini, Paolo e Vittorio Taviani (1963)
- Storie sulla sabbia, regia di Riccardo Fellini (1963)
- Violenza segreta, regia di Giorgio Moser (1963)
- Ro.Go.Pa.G., episodio La ricotta, regia di Pier Paolo Pasolini (1963)
- I tre sergenti del Bengala, regia di Umberto Lenzi (1964)
- I pirati della Malesia, regia di Umberto Lenzi (1964)
- Deserto rosso, regia di Michelangelo Antonioni (1964)
- I disperati della gloria (Les Parias de la gloire), regia di Henri Decoin (1964)
- Gli indifferenti, regia di Citto Maselli (1964)
- Tre notti d'amore (film a episodi), regia di Renato Castellani, Luigi Comencini e Franco Rossi (1964)
- La montagna di luce, regia di Umberto Lenzi (1965)
- La guerra è finita (La guerre est finie), regia di Alain Resnais (1966)
- Il nostro agente a Casablanca, regia di Tulio Demicheli (1966)
- Violenza per una monaca (Encrucijada para una monja), regia di Julio Buchs (1967)
- Domani non siamo più qui, regia di Brunello Rondi (1967)
- I sovversivi, regia di Paolo e Vittorio Taviani (1967)
- Giarrettiera Colt, regia di Gian Rocco (1967)
- La morte non ha sesso, regia di Massimo Dallamano (1968)
- Il sesso degli angeli, regia di Ugo Liberatore (1968)
- Il giorno della civetta, regia di Damiano Damiani (1968)
- Più tardi Claire, più tardi..., regia di Brunello Rondi (1968)
- Libera nos a malo, il film (documentario), regia di Fulvio Wetzl (2008)